# تومي جيمس (لاعب كرة قدم أمريكية)
تومي جيمس (بالإنجليزية: Tommy James) هو لاعب كرة قدم أمريكية أمريكي، ولد في 16 سبتمبر 1923 في كانتون في الولايات المتحدة، وتوفي في 7 فبراير 2007 في ماسيلون في الولايات المتحدة.

## وصلات خارجية
- تومي جيمس على موقع مرجع كرة القدم المحترفة.كوم (الإنجليزية)